# Elsie Inglis Memorial Maternity Hospital
L'Elsie Inglis Memorial Maternity Hospital era un ospedale di maternità a Holyrood, Edimburgo, in Scozia.

## Storia
L'ospedale è stato istituito con i fondi in eccesso derivanti dallo scioglimento degli Scottish Women's Hospitals for Foreign Services (Ospedali delle Donne Scozzesi per il Servizio Estero), un'organizzazione che era stata formata da Elsie Inglis e che aveva inviato unità ospedaliere in Francia, Serbia, Russia, Corsica e Grecia durante la prima guerra mondiale. L'ospedale da 20 letti fu aperto nel luglio 1925.
L'ospedale si unì al National Health Service nel 1948 e fu gestito direttamente dalla Royal Infermary di Edimburgo. Dopo i servizi trasferiti all'Eastern General Hospital, nonostante le proteste pubbliche sulla chiusura proposta, la struttura venne chiusa nel 1988. A seguito delle assicurazioni che un'altra unità di maternità in città avrebbe preso il nome dalla Inglis, un giornalista suggerì di rinominare il Royal Hospital for Children and Young People con il suo nome.
La struttura di maternità originale fu in seguito riaperta come casa di cura privata e asilo nido, ma a seguito di un'indagine sulla morte di una donna di 59 anni, chiuse di nuovo nel 2011. L'edificio è stato convertito e il sito è ora occupato da una proprietà residenziale.